# Pioterapia
La Pioterapia es un tratamiento desarrollado en la Universidad de Stanford, para enfermedades como el cáncer, que consiste en la irradiación con partículas subnucleares. La radioterapia, al destruir tejido dañado, suele afectar tejido sano a su alrededor, al atravesar necesariamente éste para llegar hasta el tumor maligno o área cancerosa. Por su parte, la pioterapia disminuye este efecto negativo al lanzar poderosas partículas a gran velocidad.
Éstas, denominadas piones o mesones p, pertenecen a los hallazgos de la física de grandes energías aplicables a la medicina. Su eficacia puede ser hasta tres veces mayor que la misma dosis de rayos gamma o electrones utilizados en radioterapia.